# プロ・バレーボール・フェデレーション
プロ・バレーボール・フェデレーション（Pro Volleyball Federation、略称PVF）は、アメリカ合衆国の女子プロバレーボールリーグである。2024年に7チームで開幕。
2022年11月17日にリーグ設立を発表。設立にはスーパーボウル優勝QBトレント・ディルファーや1984年ロサンゼルスオリンピック銀メダリストのローリー・コルベリらが関与している。
2024年1月24日、アトランタ・バイブ対オマハ・スーパーノヴァス戦で最初のシーズンが開幕し、国内女子プロバレーボールリーグとしては最多となる11,624人の観客を動員した。同年のリーグ戦はオマハ・スーパーノヴァスが制した。
2025年シーズンは1月9日に開幕。1月10日のオマハ・スーパーノヴァス対アトランタ・バイブ戦では13,486人を動員し、観客動員数の新記録を樹立した。同年は新規チームとしてインディ・イグナイトが加入し、1月11日に初戦が行われた。

## 参加チーム

### 現在
| Team                       | Location         | Venue                    | Seats  | Joined |
| -------------------------- | ---------------- | ------------------------ | ------ | ------ |
| アトランタ・バイブ         | ダルース         | Gas South Arena          | 12,750 | 2024   |
| コロンバス・フューリー     | コロンバス       | Nationwide Arena         | 19,500 | 2024   |
| グランドラピッズ・ライズ   | グランドラピッズ | Van Andel Arena          | 11,500 | 2024   |
| インディ・イグナイト       | フィッシャーズ   | Fishers Event Center     | 6,500  | 2025   |
| オマハ・スーパーノヴァス   | オマハ           | CHI Health Center Omaha  | 18,320 | 2024   |
| オーランド・ヴァルキリーズ | オーランド       | Addition Financial Arena | 9,432  | 2024   |
| サンディエゴ・モジョ       | サンディエゴ     | Viejas Arena             | 12,414 | 2024   |
| ベガス・スリル             | ヘンダーソン     | Lee's Family Forum       | 6,019  | 2024   |

### 予定
| Team                       | Location       | Venue | Seats | Joined |
| -------------------------- | -------------- | ----- | ----- | ------ |
| Dallas Pro Volleyball      | ダラス         | TBD   | TBD   | 2026   |
| Kansas City Pro Volleyball | カンザスシティ | TBD   | TBD   | 2026   |